# Цебрів (зупинний пункт)
Це́брів — пасажирський залізничний зупинний пункт Тернопільської дирекції Львівської залізниці на електрифікованій лінії Тернопіль — Львів між станціями Глибочок-Великий (10 км) та Озерна (7 км). Розташований в селі Цебрів Тернопільського району Тернопільської області.

## Пасажирське сполучення
Пасажирське сполучення здійснюється приміськими електропоїздами за напрямком Тернопіль — Красне — Львів.

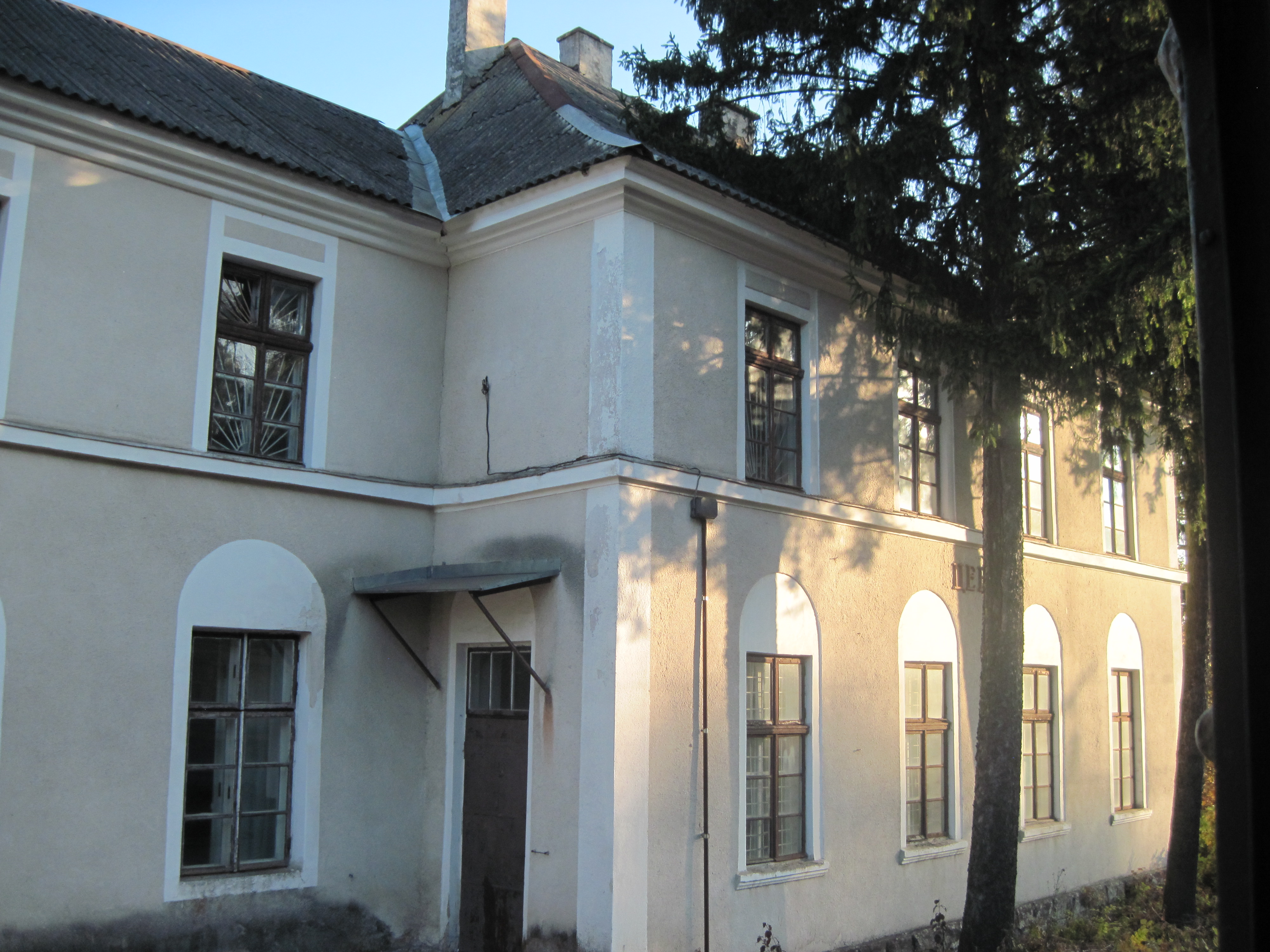
Будівля біля зупинного пункту